# Keresztelő Szent János születése fatemplom (Felsőgirda)
A felsőgirdai fatemplom műemlék Romániában, Fehér megyében. A romániai műemlékek jegyzékében az AB-II-m-A-00228 sorszámon szerepel.